# Londa
Londa es una localidad italiana de la ciudad metropolitana de Florencia, región de Toscana, con 1.851 habitantes.

Ubicación de la ciudad de Londa dentro de la provincia de Florencia.

## Evolución demográfica
| Gráfica de evolución demográfica de Londa entre 1861 y 2001 |
|                                                             |